# Isolar – 1976 Tour
De Isolar – 1976 Tour was een tournee van de Britse muzikant David Bowie, die in 1976 in Noord-Amerika en Europa gehouden werd. De tournee werd gehouden ter promotie van zijn album Station to Station. De tournee wordt ook wel de Thin White Duke Tour, de Station to Station Tour of de White Light Tour genoemd. Tijdens de tournee introduceerde Bowie een nieuw karakter, genaamd The Thin White Duke.
Het concert in het Nassau Veterans Memorial Coliseum in Uniondale, New York op 23 maart 1976 werd opgenomen en uitgezonden in de radioshow "King Biscuit Flower Hour". De nummers "Word on a Wing" en "Stay" werden uitgebracht op de heruitgave van het album Station to Station uit 1991. Het gehele concert is te vinden op de bonus-cd op de remaster van het album uit 2010.

## Personeel
- David Bowie: zang, saxofoon
- Carlos Alomar: slaggitaar
- Stacy Heydon: leadgitaar
- George Murray: basgitaar
- Dennis Davis: drums
- Tony Kaye: keyboards

## Tourdata
| Datum            | Stad                       | Land             | Locatie                            |
| Noord-Amerika    | Noord-Amerika              | Noord-Amerika    | Noord-Amerika                      |
| ---------------- | -------------------------- | ---------------- | ---------------------------------- |
| 2 februari 1976  | Vancouver                  | Canada           | Pacific Coliseum                   |
| 3 februari 1976  | Seattle, Washington        | Verenigde Staten | Seattle Center Coliseum            |
| 4 februari 1976  | Portland, Oregon           | Verenigde Staten | Portland Memorial Coliseum         |
| 6 februari 1976  | Daly City, Californië      | Verenigde Staten | Cow Palace                         |
| 8 februari 1976  | Inglewood, Californië      | Verenigde Staten | The Forum                          |
| 9 februari 1976  | Inglewood, Californië      | Verenigde Staten | The Forum                          |
| 11 februari 1976 | Inglewood, Californië      | Verenigde Staten | The Forum                          |
| 13 februari 1976 | San Diego, Californië      | Verenigde Staten | San Diego Sports Arena             |
| 15 februari 1976 | Phoenix, Arizona           | Verenigde Staten | Arizona Veterans Memorial Coliseum |
| 16 februari 1976 | Albuquerque, New Mexico    | Verenigde Staten | Albuquerque Civic Auditorium       |
| 17 februari 1976 | Denver, Colorado           | Verenigde Staten | McNichols Sports Arena             |
| 20 februari 1976 | Milwaukee, Wisconsin       | Verenigde Staten | MECCA Arena                        |
| 21 februari 1976 | Kalamazoo, Michigan        | Verenigde Staten | Wings Stadium                      |
| 22 februari 1976 | Evansville, Indiana        | Verenigde Staten | Roberts Municipal Stadium          |
| 23 februari 1976 | Cincinnati, Ohio           | Verenigde Staten | Riverfront Coliseum                |
| 25 februari 1976 | Montreal                   | Canada           | Montreal Forum                     |
| 26 februari 1976 | Toronto                    | Canada           | Maple Leaf Gardens                 |
| 27 februari 1976 | Cleveland, Ohio            | Verenigde Staten | Public Auditorium                  |
| 28 februari 1976 | Cleveland, Ohio            | Verenigde Staten | Public Auditorium                  |
| 29 februari 1976 | Detroit, Michigan          | Verenigde Staten | Olympia Stadium                    |
| 1 maart 1976     | Detroit, Michigan          | Verenigde Staten | Olympia Stadium                    |
| 3 maart 1976     | Chicago, Illinois          | Verenigde Staten | International Amphitheatre         |
| 5 maart 1976     | Saint Louis, Missouri      | Verenigde Staten | Kiel Auditorium                    |
| 6 maart 1976     | Memphis, Tennessee         | Verenigde Staten | Mid-South Coliseum                 |
| 7 maart 1976     | Nashville, Tennessee       | Verenigde Staten | Nashville Municipal Auditorium     |
| 8 maart 1976     | Atlanta, Georgia           | Verenigde Staten | Omni Coliseum                      |
| 9 maart 1976     | Jacksonville, Florida      | Verenigde Staten | Jacksonville Coliseum              |
| 11 maart 1976    | Pittsburgh, Pennsylvania   | Verenigde Staten | Civic Arena                        |
| 12 maart 1976    | Norfolk, Virginia          | Verenigde Staten | Norfolk Scope                      |
| 13 maart 1976    | Landover, Maryland         | Verenigde Staten | Capital Centre                     |
| 14 maart 1976    | Landover, Maryland         | Verenigde Staten | Capital Centre                     |
| 15 maart 1976    | Philadelphia, Pennsylvania | Verenigde Staten | The Spectrum                       |
| 16 maart 1976    | Philadelphia, Pennsylvania | Verenigde Staten | The Spectrum                       |
| 17 maart 1976    | Boston, Massachusetts      | Verenigde Staten | Boston Garden                      |
| 19 maart 1976    | Buffalo, New York          | Verenigde Staten | Buffalo Memorial Auditorium        |
| 20 maart 1976    | Rochester, New York        | Verenigde Staten | Rochester Community War Memorial   |
| 21 maart 1976    | Springfield, Massachusetts | Verenigde Staten | Springfield Civic Center           |
| 22 maart 1976    | New Haven, Connecticut     | Verenigde Staten | New Haven Coliseum                 |
| 23 maart 1976    | Uniondale, New York        | Verenigde Staten | Nassau Veterans Memorial Coliseum  |
| 26 maart 1976    | New York, New York         | Verenigde Staten | Madison Square Garden              |
| Europa           |                            |                  |                                    |
| 7 april 1976     | München                    | Duitsland        | Olympiahalle                       |
| 8 april 1976     | Düsseldorf                 | Duitsland        | Philipshalle                       |
| 10 april 1976    | Berlijn                    | Duitsland        | Deutschlandhalle                   |
| 11 april 1976    | Hamburg                    | Duitsland        | Congress Center Hamburg            |
| 12 april 1976    | Hamburg                    | Duitsland        | Congress Center Hamburg            |
| 13 april 1976    | Frankfurt                  | Duitsland        | Festhalle Frankfurt                |
| 17 april 1976    | Zürich                     | Zwitserland      | Hallenstadion                      |
| 24 april 1976    | Helsinki                   | Finland          | UKK Hall                           |
| 26 april 1976    | Stockholm                  | Zweden           | Kungliga tennishallen              |
| 28 april 1976    | Göteborg                   | Zweden           | Scandinavium                       |
| 29 april 1976    | Kopenhagen                 | Denemarken       | Falkonersalen                      |
| 30 april 1976    | Kopenhagen                 | Denemarken       | Falkonersalen                      |
| 3 mei 1976       | Londen                     | Engeland         | Empire Pool                        |
| 4 mei 1976       | Londen                     | Engeland         | Empire Pool                        |
| 5 mei 1976       | Londen                     | Engeland         | Empire Pool                        |
| 6 mei 1976       | Londen                     | Engeland         | Empire Pool                        |
| 7 mei 1976       | Londen                     | Engeland         | Empire Pool                        |
| 8 mei 1976       | Londen                     | Engeland         | Empire Pool                        |
| 11 mei 1976      | Brussel                    | België           | Vorst Nationaal                    |
| 13 mei 1976      | Rotterdam                  | Nederland        | Rotterdam Ahoy                     |
| 14 mei 1976      | Rotterdam                  | Nederland        | Rotterdam Ahoy                     |
| 17 mei 1976      | Parijs                     | Frankrijk        | Pavillon de Paris                  |
| 18 mei 1976      | Parijs                     | Frankrijk        | Pavillon de Paris                  |

Afgelaste/verplaatste shows
- 14 april 1976 - Ludwigshafen, Duitsland - Friedrich-Ebert-Halle (afgelast)
- 17 april 1976 - Bern, Zwitserland - Festhalle Bea Bern Expo (verplaatst naar Hallenstadion in Zürich)
- 27 april 1976 - Oslo, Noorwegen - Ekeberghallen (afgelast)
- 19 mei 1976 - Parijs, Frankrijk - Pavillon de Paris (afgelast)

## Gespeelde nummers
Van Hunky Dory (1971)
- "Changes"
- "Life on Mars?"
- "Queen Bitch"

Van The Rise and Fall of Ziggy Stardust and the Spiders from Mars (1972)
- "Five Years"
- "Suffragette City"

Van Aladdin Sane (1973)
- "Panic in Detroit"
- "The Jean Genie"

Van Diamond Dogs (1974)
- "Diamond Dogs"
- "Rebel Rebel"

Van Young Americans (1975)
- "Fame"

Van Station to Station (1976)
- "Station to Station"
- "Golden Years"
- "Word on a Wing"
- "TVC 15"
- "Stay"

Overige nummers
- "I'm Waiting for the Man" (oorspronkelijk van The Velvet Underground)
- "Sister Midnight" (oorspronkelijk van Iggy Pop)